# 浙医四院站
浙医四院站是金华轨道交通金义东线的一座车站，位于中华人民共和国浙江省金华市义乌市福田街道商城大道与春风大道交叉口西侧，浙江大学医学院附属第四医院附近。本站于2022年11月5日投入使用。

## 车站结构
本站为地下一层侧式车站。

### 车站楼层
| 地下一层 | 北站廳   | 售票機、客服中心、警务室、安检设施            |  |  |
|          | 侧式站台 |                                               |  |  |
|          |          | █ 金义东线往凌云站方向 （下一站：国际商贸城） |  |  |
|          |          | █ 金义东线往明清宫站方向 （下一站：江东）     |  |  |
|          | 侧式站台 |                                               |  |  |
|          | 南站廳   | 售票機、客服中心、商店、安检设施              |  |  |
| 地下二层 | 聯絡通道 | 非付費區來往兩側站廳 付費區來往兩側月台       |  |  |

### 出入口
本站共设有4个出入口（A、B、C、D）。